# 수어 (북아메리카의 언어)
수어(Sioux)는 수어족에 속한 언어이며 3만 명이 넘는 사용자가 있다. 수어는 북아메리카(중앙아메리카 포함)에서 다섯 번째로 사용자가 많은 언어이며 나바호어, 크리어, 이누이트어 그리고 오지브웨어 다음으로 많이 쓰인다. 수어는 대략 세가지 방언이 있는데 서부 방언인 라코타 방언(테톤 수우족), 동부 방언인 다코타 방언(양크톤, 산티 수우족 등) 그리고 아시니보인 인디언들이 사용하는 나코타 방언이 있다. 이들의 주요 차이는 자음이다.
이들의 언어는 교착어 형태를 띠며 기본 어순이 SOV(주어+목적어+동사)이다.

## 발음
- 모음
  - A a - 한국말의 '아'로 발음한다.
  - E e - 한국말의 '에'로 발음한다.
  - I i - 한국말의 '이'로 발음한다.
  - O o - 한국말의 '오'로 발음한다.
  - U u - 한국말의 '우'로 발음한다.

- 비음 모음 - 비음 모음은 영어에 없다. 그러나 프랑스어와 유사하거나 영어로 말하는 사람이 프랑스 억양을 쓰는 것과 유사하다. 그들은 구두 모음과 같이 발음한다. 코와 입을 이용해 발음을 한다. 영어 사용자에게는 콧소리 모음이 글자의 끝에 'n(ㄴ)'과 약간 비슷하게 발음한다. 예를 들면 프랑스어의 'bon'과 'Jean'처럼 발음한다.
  - an(an, ą, aη, aŋ, aN) - ã(IPA표기)
  - in(in, į, iη, iŋ, iN) - ĩ(IPA표기)
  - on(on, oη, oŋ, oN) - ũ(IPA표기)
  - un(un, ų, uη, uŋ, uN) - ũ(IPA표기)

- 자음
  - b - 한국말의 "ㅂ"처럼 발음한다.
  - c - 한국말의 "ㅊ처럼 발음하나 때때로 "ㅈ"처럼 발음한다. "ch"로 표기하기도 한다.
  - c' - 한국말의 "ㅊ"처럼 발음하지만 끊어서 읽어준다.(영어의 char처럼 발음하되 ch'ar이렇게 읽어주는 것이다.)
  - d - 한국말의 "ㄷ"로 발음한다. 이것은 다코타 방언(양크톤 수족이나 산티수족 그리고 시세톤 수족)에만 있다.
  - g - 한국말의 "ㄱ"처럼 발음한다.
  - h - 한국말의 "ㅎ"처럼 발음한다. 단어의 끝에 있거나 다른 모음 앞에 있으면 독일어의 "ach(아흐)"처럼 발음한다.
  - h' -한국말의 "ㅊ"처럼 발음하지만 끊어서 읽어준다.
  - j - 한국말의 "ㅈ"자로 발음한다. 프랑스어의 "J"로 발음하는데 영어에서는 garage의 끝의 발음처럼 읽어준다,
  - k - 한국말의 "ㅋ"자로 발음한다.
  - k' - 한국말의 "ㅋ"자로 발음하나 끊어서 발음한다.
  - l - 한국말의 "l"자로 발음한다.(받침은 하지 않는다.) 라코타 방언(테톤 수족)에서만 쓰인다.
  - m - 한국말의 "ㅁ"자로 발음한다.
  - n - 한국말의 "ㄴ"자로 발음한다.
  - p - 한국말의 "ㅍ"자로 발음한다.
  - p' - 한국말의 "ㅍ"자로 발음하지만 끊어서 발음한다.
  - s - 한국말의 "ㅅ"자로 발음하지만 영어의 show의 "sh"처럼 표기하기도 한다.
  - s' - 영어의 show의 "sh"처럼 발음하나 끊어서 읽어준다.
  - t - 한국말의 "ㅌ"자로 발음한다.
  - t' - 한국말의 "ㅌ"자로 발음하나 끊어서 읽어준다.
  - w - 영어의 "way"의 "w"처럼 발음한다.
  - x - 목구멍소리는 영어에는 없다. 독일어의 "ach"의 "ch"처럼 발음한다.
  - x' - 독일어의 "ach"의 "ch"처럼 발음하나 끊어서 읽어준다.
  - y - 영어의 "yes"의 "y"처럼 발음한다.
  - z - 영어의 "zoo"의 "z"처럼 발음한다.
  - z' - 영어의 "zoo"의 "z"처럼 발음한다.
  - ’- 끊어 줄때 내는소리(pause sound)이다. "uh-oh."의 가운데처럼 발음한다.

## 강세
단어의 강세는 수어에서 중요한 것이다. 다코타 수어의 'zica'에서 두 번째 음절을 강하게 발음하면 다람쥐를 뜻한다. 그러나 첫 번째 음절에서 강하게 발음하면 어느 새의 종류를 일컫는 말이 된다. 수어를 사용하는 사람은 강세의 하락이 거의 표기되어 있지않아서 영어화자에겐 어렵게 느껴진다고 한다. 이 문자 체계는 언어학자들이 썼는데 수어에서 강세를 아주 세심하게 주의해야 한다.

## 철자법
수어는 북아메리카 토착어 중에서 가장 많은 철자법이 제안된 언어 중의 하나이다. 대략 10여개의 철자법이 언어학자, 지역사회, 선교사들에 의해 제안되었다.

## 어법과 구성

### 지시 대명사
lé - 이것 (손에 닿을 수 있는 것)
hé - 저것 (손에 닿지 않는 것)
ká - (먼곳에 있는) 저것 (먼곳에 있으나 시야에 있는 것을 말할 때 쓴다.)
lená - 이것들  (손에 닿을 수 있는 것)
hená - 저것들 (손에 닿지 않는 것)
kaná - (먼곳에 있는) 저것들 (먼곳에 있으나 시야에 있는 것을 말할 때 쓴다.)
ká와 kaná는 나머지 4개의 대명사에 비해 자주 쓰이지 않는다.
일단, lé, lená, hé, hená의 예문은 다음과 같다.
Lé táku he? 이것은 무엇입니까?
Lená táku he? 이것들은 무엇입니까?
hé táku he? 저것은 무엇입니까?
hená táku he? 저것들은 무엇입니까?
알아두어야 할것은 무엇을 뜻하는 단어는 'táku'로 표현되고 질문은 문장 끝에 있는 전접어 'he'(그러나 남자가 말할때는 hwo가 he 대신 쓰일때가 있다)이다. 또하나 알아야 할것은 동사인 "~을 하다"로 표현되지는 않지만 이해할 수는 있다.
위의 문장에 대해 답할 수 있는 말을 나열하자면 다음과 같다.
Lé ógle 이것은 셔츠입니다.
Lená ógle 이것들은 셔츠입니다.
Hé ógle 저것은 셔츠입니다.
Hená ógle 저것들은 셔츠입니다.
알아야 할 것은 무생물 주어가 단수이든 복수이든 간에 예문에서처럼 지시대명사로만 표현한다. 다시 알아야 할 것은 "~을 하다"를 의미하는 단어가 존재하지 않는다는 것이다. 그러나 임의로 'héčha'가 임의로 사용되긴 한다.
kiŋ이라는 한정된 관사(Definite article)와 함께 쓸 때 지시 대명사는 2가지 위치에 있게 된다. 예문을 보자면
Šúŋka kiŋ lé sápe 이 개는 검다. (개가 검다, 이 검은것이 개다, 개가 이러한 검은 빛이다)
Lé šúŋka kiŋ sápe 이 개는 검다.
첫 번째 것이 더 자주 쓰인다.

### 수식어와 서술어
영어와 달리 라코타어에서는 수식단어가 붙는다. 예를 들면 다음과 같다.
ógle mitĥáwa - 내 셔츠(옷)
maĥpíya tĥo - 푸른 하늘
mní smá - 깊은 물
wá ská - 하얀 눈
한정된 관사(Definite article)인 'kiŋ'이 쓰이는데 필요하다면 수식어 뒤쪽에 붙는다. 예를 들면
Šúŋka ská kiŋ - 하얀 개
Thípi tĥanke kiŋ - 큰집
Wičháša khúže kiŋ - 아픈 사람(남자)
한정된 관사(Definite article)가 명사와 수식어 사이에 있다면 이렇게 된다.
Šúŋka kiŋ ská. - (그)개가 하얗다.
Thípi kiŋ tĥanke. - 집이 크다.
Wičháša kiŋ khúže. - 사람이(남자가) 아프다.
이렇듯 동사는 수식어(하얀)로 쓰이지만 서술어(그것은 하얗다)가 된다.

### 의문문과 부정문
의문문은 라코타어에서 문장 끝에 오는 전접어(enclitic) he(여자가 사용함)와 hwo(남자가 사용함)로 나타낸다. 어떤 남자는 자주 he를 사용하긴 한다. 특히 비공식적인 위치나 상황에서 그렇다.
Hé nitĥáwa hwo? 저것이 당신의 물건입니까?(남자가 말할때)
Tuktél thí he? 그는 어디서 삽니까?(여자가 말할때, 예외적으로 남자도 말함)
알아두어야 할것은 he/hwo가 영어의 의문사 끝소리처럼 올라가지 않는다는 것이다.
라코타어에서 부정문은 부정할 때 쓰는 전접어인 šni로 나타낸다.
Lúta šni. 그것은 빨갛지 않다.
Sápe šni he? 검지 않나요?
Wašté kte šni. 그것은 좋지 않습니다.
알아두어야 할것은 šni의 방아쇠(triggers)에서 변화는 위에 있는 úŋ Sápa가 Sápe šni의 Sápe로 변하는 것처럼 a/aŋ이 'e'로 변하는 것이다. 그러나 lúta(붉다)의 a는 변하지 않는다.

### Yeló와 Kštó
Yeló와 Kštó는 주장과 진술할 때 쓰는 전접어이다. Yeló는 남자가 사용하며 Kštó는 여자가 사용하는 것이다. 이것은 문장 끝에서 오며 말하는 사람이 원하는 것을 주장해야 한다면 이 전접어와 함께 음율 또한 필요할 것이다. 이 두 전접어는 선택적이고 임의적인 것이며 잘 쓰이지 않을 것이지만 라코타어를 유창하게 구사하는 원어민의 경우 자주 사용하게 된다.
전접어 Yeló와 Kštó에 관한 세가지 규칙이 다음과 같이 있다.
1. 만약 먼저오는 단어(Preceding word)의 마지막에 오는 (바뀔수 있는) a나 aŋ는 전접어 방아쇠와 앞에 있으면 e로 바뀐다.
Hé sápe kštó 그것은 까맣다. 그러나 Hé ská kštó 그것은 하얗다 (끝의 a는 바꿀 수 없다)
2. 단어의 끝에 있는 (바뀔수 있는) a나 aŋ에 따라오는 전접어 yeló는 ló로 줄여서 쓰인다.
Hé sápe ló 그것은 까맣다.
3. 단어의 끝에 있는 u, uŋ, o에 따라오면 전접어 yeló는 weló로 바꾸어쓴다.
Tĥó weló 그것은 파랗다.
Waú weló 내가 오고있다.
알아야 할것은 전접어 yeló와 kštó는 šni(부정어, 부정사)와 kte(미래의 행동 - '죽이다' '죽은'을 뜻하는 단어인 kté와는 다른단어다)의 뒤에 따라온다.
Tĥáŋke šni yeló/kštó 그것은 크지 않다.
Tĥáŋkiŋ kte ló/kštó 그것은 클것이다.
Tĥáŋkiŋ kte šni yeló/kštó 그것은 크지 않을 것이다.

### 명령어
1. 한 사람에게 명령(부탁)할 때 전접어 yo(남자가 씀)와 ye(여자가 씀)는 명령할 때 동사 뒤에서 따라 온다. 예를 들면 다음과 같다.
Anáğoptaŋ yo! 주목하세요!(남자가 씀)
Yá ye! 갑시다!(여자가 씀)
전접어 yo와 ye가 u, uŋ, o의 뒤에 올 때는 각각 wo(남자가 씀) we(여자가 씀)으로 바뀐다. 예를 들어보면
Waŋží iču wo! 이것 좀 맡아 주세요. (Take on)
Akhé ú we! 뭐라구요, 다시 한번 말해주세요 (Come again)
위에 있는 예에서 알 수 있는 것처럼 어떤 접사 없이도 동사는 그것을 설명해준다. 이것은 일상적으로 항상 할 수 있는 표현이다.
2. 한 명 이상의 사람에게 명령(부탁)을 할 때는 동시에 하는데 동사는 복수형에 쓰이는 접사 '-pi'를 쓴다. 그러나 '-pi'는 yo나 ye가 줄여서 각각 po와 pe가 된다. 다시 말해서 -pi yo = pe, -pi yo = po이다. 예를 들면 다음과 같다.
Akhé ú po! 다시 와(요)! (남자가 씀)
Yá pe! 가(지요)! (여자가 씀)
줄이지 않는 형태(예: Akhé úpi yo!나 Yápi ye!)는 입으로 말하는 라코타어에서는 쓰이지 않는다.
3. 하지말라고 부탁이나 명령을 할 때는 šni가 yo나 ye의 앞에 붙는다. 그러나 -pi의 뒤에 붙는다. 예를 들면
Héčhuŋ šni yo/ye 그거 하면 안돼(요)! (한 사람에게)
Hé yútapi šni yo/ye 그거 먹으면 안돼(요)! (한 사람 이상의 사람에게)
그러므로 하지 말라고 할 때는 전접어 yo나 ye가 붙는다. 한 사람 이상의 사람에게 말할 때도 마찬가지다.
4. 공손하게 말할 때는 남자와 여자 모두 yé라는 전접어가 쓰인다.
Akhé ú yé! 제발 다시 와주세요! (한 사람에게)
Akhé Héčhuŋpi šni yé 다시 그런 짓 하지 마셨으면 해(요)! (1명 이상에게)
알아두어야 할 것은 여자가 평상시 쓰는 명령할 때 쓰는 전접어인 ye와 다르다. 공손하게 부탁(명령)할 때 쓰이는 yé는 성조가 표시되어 있다. 그래서 we로 바뀌지 않는 것이다. 또 하나는 이 전접어에서 한 사람 이상에게 명령할 때 쓰는 -pi는 붙지 않는 것이다.(다시 말해 ye처럼 합쳐지지 않는다는 것이다)
Ómakiyapi yé 제발 저 좀 도와주세요(나 좀 도와줘)!
이와 비교해서
Ómakiya pe! 도와줘(요)! (여자가 씀)
동사에 yé가 붙을 때 끝에 있는 a나 aŋ은 iŋ으로 바뀐다.
Ómakiyiŋ yé! 저에게 도움을 주세요! (Ókiya는 '도움을 주다'라는 뜻이다)
Waŋyáŋkiŋ yé! 이것좀 봐 주세요(봐 줘)! (Waŋyáŋka는 '보다, 보기에는'이라는 뜻이다)
변하지 않는 a나 aŋ은 위에서 언급하지 않은 'Yuhá yé!(이것 좀 가져주세요)'와 같은 것이다.
존재하는 공손하게 말할 때 쓰는 전접어 y는 평상시 쓰는 명령어인(공손하지 않은) yo와 ye와 마찬가지로 아무런 의미가 없다. 그들은 모든 상황에서 받아들일 수 있다.

### 모음 전환
라코타의 동사 중에서 a나 aŋ으로 끝나는 것은 일정한 상황에 따라 e나 iŋ로 변한다.
a나 aŋ이 e로 변할 때
1. 동사가 문장 끝에 있을 때
2. 동사가 kištó, kštó, šni, yeló 같은 몇몇 전접어에 따라올 때 끝의 전접어에서 ló 뒤에 오는 a나 aŋ은 e로 변한다. e로 변하면 임의로 kiŋ 앞에 있다. 나중에 더 많은 전접어의 모음 전환을 배우게 될 것이다.
a나 aŋ이 iŋ으로 변할 때
1. na(그리고)와 kta(~일 것이다) 앞에 동사가 있을 때
2. yé 앞에 동사가 있을 때
그렇지만 알아두어야 할 것은 모든 동사에서 a나 aŋ이 변하는 것은 아니다. 많은수가 상황에 따라 모음 변화 없이 쓰일 수도 있다는 것이다. 어떤 철자 체계와 사전(라코타-영어 사전)에서는 a나 aŋ으로 쓰이는 것이(문장 끝에서) A나 Aŋ으로 변할 수 있다는 것을 보여주는 것이다. sápA와 lúta가 그 예이다.

### 상태동사의 활용
상태동사(Stative verbs) 활용을 공부하기 좋은 예로 Wičhaša를 들어보면 라코타어와 한국어(원문에서는 영어)로 적당히 골라서 알아볼 수 있을것이다.
| 한국어                          | 수어(라코타) 동사 | 수어 대명사 |
| 난 사람이다.                    | Wimáčhaša         | ...ma...    |
| 넌 사람이다.                    | Winíčhaša         | ...ni...    |
| 그는(혹은 그녀는) 사람이다.     | Wičhaša           | ...         |
| 너와 나는 사람이다.             | Wiúŋčhaša         | ...uŋ...    |
| 우리는 사람이다.                | Wiúŋčhašapi       | ...uŋ...pi  |
| 너희는 사람이다.                | Winíčhašapi       | ...ni...pi  |
| 그들은(혹은 그녀들은) 사람이다. | Wičhašapi         | pi          |

### 능동(태) 동사의 목적어
| 한국어 대명사              | 라코타어 대명사 | 예시                                               |
| 나를                       | -ma-            | waŋmáyaŋka 그(녀)는 나를 봤다.                     |
| 너를                       | -ni-            | waŋníyaŋka 그(녀)는 너를 봤다.                     |
| 그를, 그녀를, 그것을       | ...             | waŋyáŋka 그(녀)는 그를(그녀를, 그것을) 봤다.       |
| 우리들을                   | -uŋ(k)-pi       | waŋúŋyaŋkapi 그(녀)는 우리들을 봤다.               |
| 너희들을                   | -ni-pi          | waŋníyaŋkapi 그(녀)는 너희들을 봤다.               |
| 그들을(사람, 동물)         | -wičha-         | waŋwíčhayaŋka 그(녀)는 그들을(사람, 동물) 봤다.    |
| 그들을(움직이지 않는 것들) | ...             | waŋyáŋka 그(녀)는 그들을(움직이지 않는 것들) 봤다. |

목적격 대명사 '-ni-'(너를)는 'k'의 음이 'č'로 바뀐다. 그 예를 들면 다음과 같다.
nič'ú 그는 무언가를 너에게 주었다. (k'ú는 "누군가에게 어떤것을 주다"라는 뜻이다.)
ničhá 그는 너를 의미한다. (kĥá는 "~을 의미한다."는 뜻이다.)